# Paraphosphorus
Paraphosphorus is een kevergeslacht uit de familie van de boktorren (Cerambycidae). De wetenschappelijke naam van het geslacht werd voor het eerst geldig gepubliceerd in 1896 door Linnell.

## Soorten
Paraphosphorus omvat de volgende soorten:
- Paraphosphorus bipunctatus (Gahan, 1902)
- Paraphosphorus hololeucus Linell, 1896